# Gare de Wijgmaal
Ne pas confondre avec la gare de Herent.
La gare de Wijgmaal (en néerlandais : station Wijgmaal) est une gare ferroviaire belge de la ligne 53, de Schellebelle à Louvain, située à Wijgmaal, village sur le territoire de la ville de Louvain, dans la province du Brabant flamand en Région flamande.
Elle est nommée « Herent » lors de sa mise en service en 1864 par l'administration des chemins de fer de l'État belge. Elle prend son nom actuel en 1866. 
C'est une halte voyageurs de la Société nationale des chemins de fer belges (SNCB) desservi par des trains InterCity (IC), Omnibus (L) et d'Heure de pointe (P).

## Situation ferroviaire
Établie à 17 mètres d'altitude, la gare de Wijgmaal est située au point kilométrique (PK) 59,428 de la Ligne 53, de Schellebelle à Louvain, entre les gares ouvertes de Hambos et de Louvain.

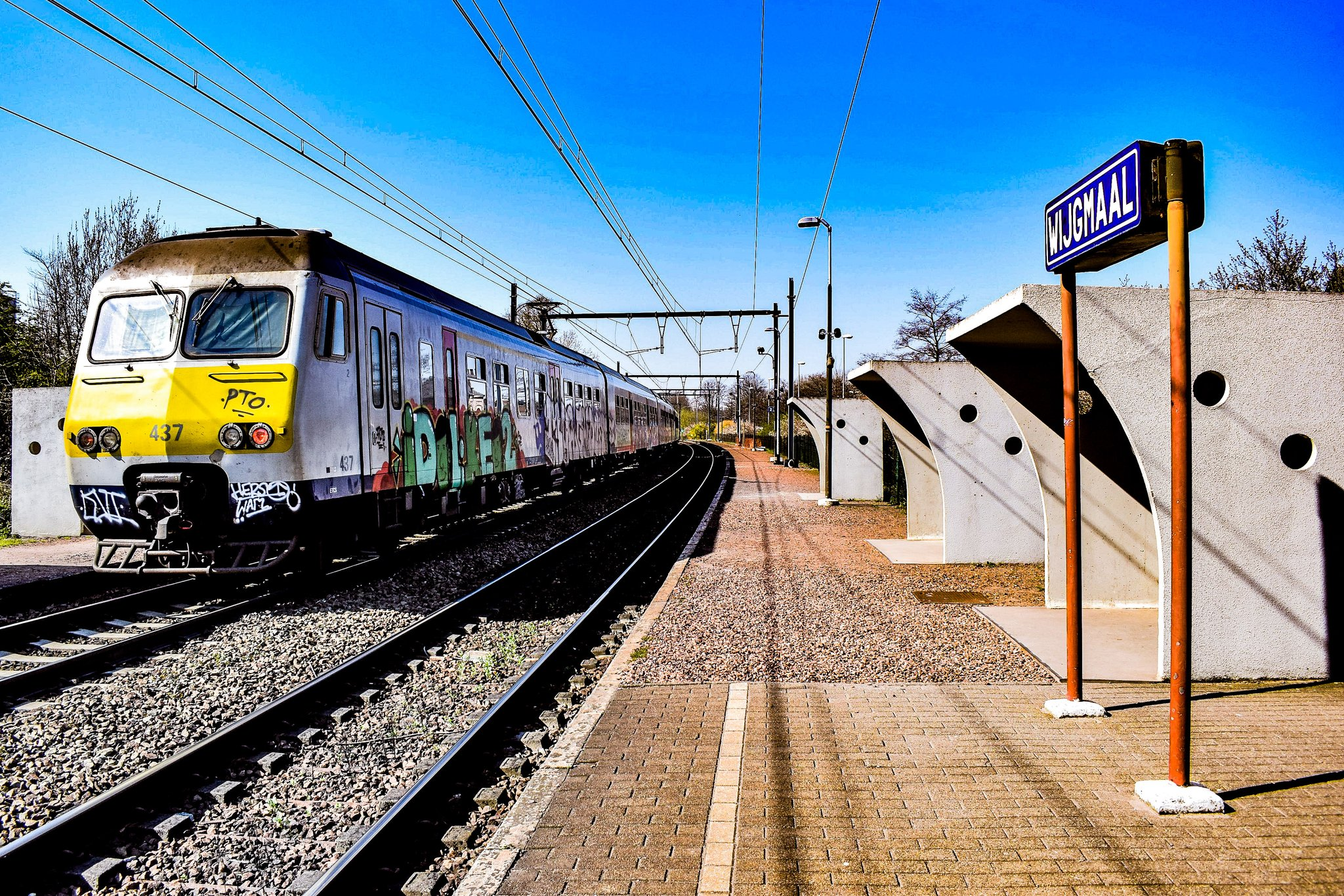
Train à quai.

## Histoire
La « station de Herent » est mise en service le 7 août 1864 par l'administration des chemins de fer de l'État belge (les graphies « Herent » ou « Hérent » sont également utilisées avant que la gare de Herent ne soit ouverte). Elle est établie au passage à niveau de la chaussée conduisant des moulins de Wygmael au canal. Elle est alors desservie par quatre trains pour Malines et l'équivalent pour Louvain.
Le 18 décembre 1866 elle est renommée « Wygmael ».
Une gare de plan type 1881 y est construite avec un second étage agrandi ; cette partie sera par la suite démolie.
On trouve également la graphie « Wygmaal » avant la modification officielle en « Wijgmaal » le 1er février 1938.
Le 23 mai 1993, le guichet est fermé. Depuis la gare est devenue un arrêt sans personnel.
Après la fermeture du guichet, le bâtiment a été abandonné et l’aile de service a été ravagée par un incendie. La gare est désormais en cours de restauration pour en faire des logements,.

## Service des voyageurs

### Accueil
Halte SNCB, c'est un point d'arrêt non géré (PANG) à accès libre.
La traversée des voies et le passage d'un quai à l'autre s'effectuent par le passage à niveau routier.

### Desserte
Wijgmaal est desservie par des trains InterCity (IC), Omnibus (L) et d'Heure de pointe (P) de la SNCB qui effectuent des missions sur la ligne commerciale 53 (Louvain - Malines) (voir brochure SNCB).
En semaine, la desserte comporte :
- des trains IC-21 à arrêts fréquents entre Louvain et Gand-Saint-Pierre via Malines et Termonde ;
- des trains L entre Louvain et Saint-Nicolas ;
- deux trains P de Louvain à Malines (le matin) ;
- deux trains P de Termonde à Louvain et un de Louvain à Termonde (le matin) ;
- un unique train P de Saint-Nicolas à Louvain (le matin) et un autre (dans le même sens) l’après-midi ;
- un unique train P de Malines à Louvain (l’après-midi) ;
- deux trains P de Louvain à Termonde et un train de Termonde à Louvain (l’après-midi).

Les week-ends et jours fériés, seuls circulent des trains IC-21 reliant Louvain et Malines.

### Intermodalité
Un parc pour les vélos et un parking pour les véhicules y sont aménagés.

## Comptage voyageurs
Ce graphique et tableau montre le nombre de voyageurs embarquant en moyenne durant la semaine, le samedi et le dimanche.
| Nombre de passagers qui embarquent à la gare de Wijgmaal | Nombre de passagers qui embarquent à la gare de Wijgmaal | Nombre de passagers qui embarquent à la gare de Wijgmaal | Nombre de passagers qui embarquent à la gare de Wijgmaal |
|                                                          | Semaine                                                  | Samedi                                                   | Dimanche                                                 |
| -------------------------------------------------------- | -------------------------------------------------------- | -------------------------------------------------------- | -------------------------------------------------------- |
| 1977                                                     | 429                                                      | 101                                                      | 32                                                       |
| 1978                                                     | 456                                                      | 36                                                       | 25                                                       |
| 1979                                                     | 431                                                      | 45                                                       | 28                                                       |
| 1980                                                     | 442                                                      | 56                                                       | 23                                                       |
| 1981                                                     | 481                                                      | 60                                                       | 34                                                       |
| 1982                                                     | 365                                                      | 46                                                       | 27                                                       |
| 1983                                                     | 248                                                      | 24                                                       | 20                                                       |
| 1984                                                     | 304                                                      | 47                                                       | 26                                                       |
| 1985                                                     | 247                                                      | 24                                                       | 23                                                       |
| 1986                                                     | 195                                                      | 30                                                       | 15                                                       |
| 1987                                                     | 256                                                      | 27                                                       | 21                                                       |
| 1988                                                     | 259                                                      | 26                                                       | 26                                                       |
| 1989                                                     | 194                                                      | 26                                                       | 16                                                       |
| 1990                                                     | 217                                                      | 28                                                       | 14                                                       |
| 1991                                                     | 196                                                      | 11                                                       | 13                                                       |
| 1992                                                     | 176                                                      | 24                                                       | 23                                                       |
| 1993                                                     | 196                                                      | 22                                                       | 14                                                       |
| 1994                                                     | 177                                                      | -                                                        | -                                                        |
| 1995                                                     | 157                                                      | -                                                        | -                                                        |
| 1996                                                     | 201                                                      | -                                                        | -                                                        |
| 1997                                                     | 199                                                      | -                                                        | -                                                        |
| 1998                                                     | 211                                                      | -                                                        | -                                                        |
| 1999                                                     | 165                                                      | -                                                        | -                                                        |
| 2000                                                     | 219                                                      | -                                                        | -                                                        |
| 2001                                                     | 328                                                      | -                                                        | -                                                        |
| 2002                                                     | 242                                                      | -                                                        | -                                                        |
| 2003                                                     | 228                                                      | -                                                        | -                                                        |
| 2004                                                     | 351                                                      | -                                                        | -                                                        |
| 2005                                                     | 292                                                      | 31                                                       | 34                                                       |
| 2006                                                     | 307                                                      | 50                                                       | 80                                                       |
| 2007                                                     | 309                                                      | 66                                                       | 50                                                       |
| 2008                                                     | -                                                        | -                                                        | -                                                        |
| 2009                                                     | 359                                                      | 74                                                       | 54                                                       |
| 2010                                                     | -                                                        | -                                                        | -                                                        |
| 2011                                                     | -                                                        | -                                                        | -                                                        |
| 2012                                                     | 402                                                      | 110                                                      | 86                                                       |
| 2013                                                     | 418                                                      | 108                                                      | 78                                                       |
| 2014                                                     | 500                                                      | 95                                                       | 93                                                       |
| 2015                                                     | 445                                                      | 76                                                       | 81                                                       |
| 2016                                                     | 475                                                      | -                                                        | 17                                                       |
| 2017                                                     | 494                                                      | 98                                                       | 90                                                       |
| 2018                                                     | 506                                                      | 140                                                      | 102                                                      |
| 2019                                                     | 640                                                      | 126                                                      | 115                                                      |
| 2020                                                     | 306                                                      | 47                                                       | 46                                                       |
| 2021                                                     | -                                                        | -                                                        | -                                                        |
| 2022                                                     | 607                                                      | 176                                                      | 161                                                      |
| 2023                                                     | 570                                                      | 184                                                      | 191                                                      |
| 2024                                                     | 618                                                      | 145                                                      | 126                                                      |

## Galerie de photographies

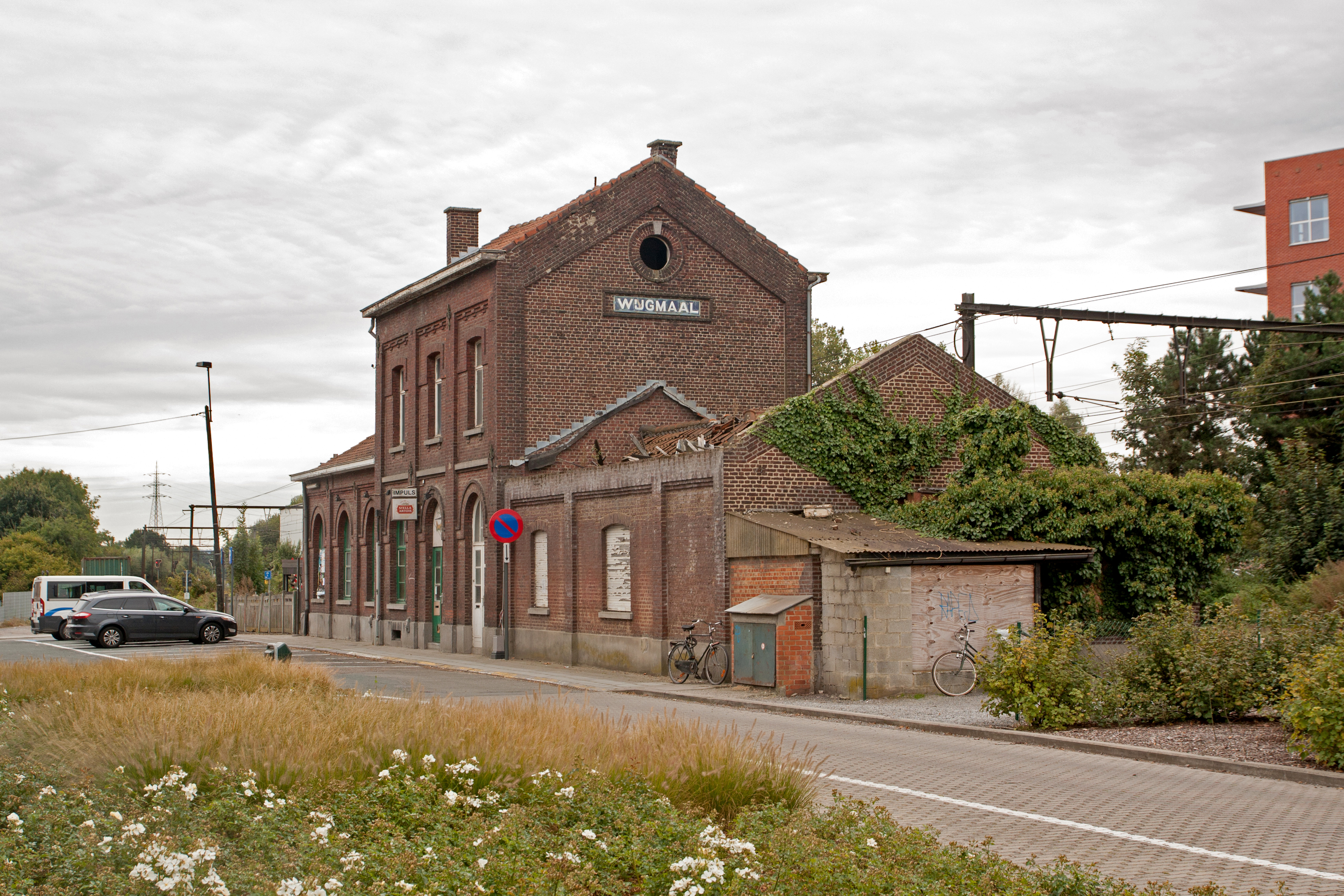
Ancien bâtiment avant rénovation.
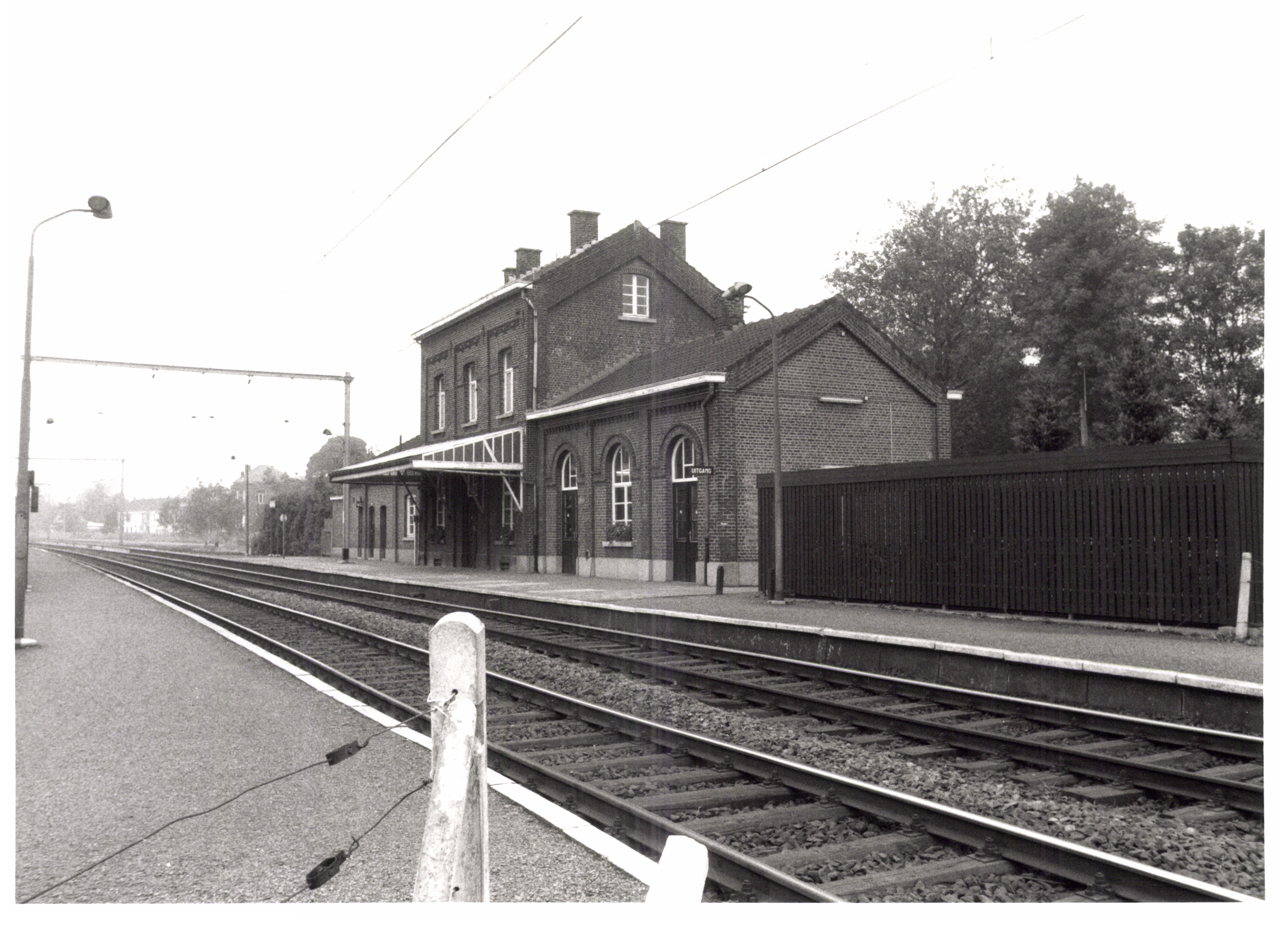
Côté quais en 1984.
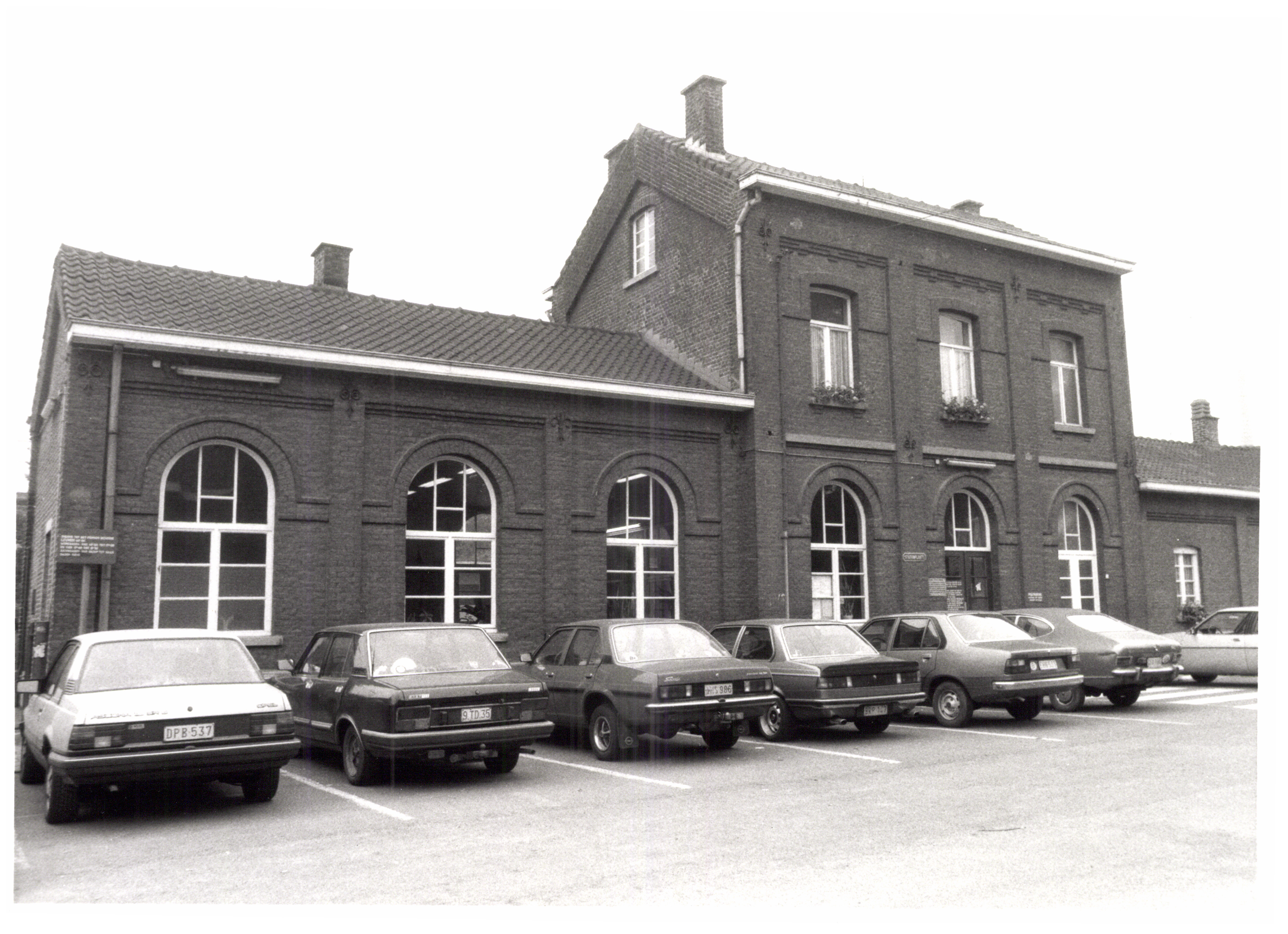
Et côté rue.
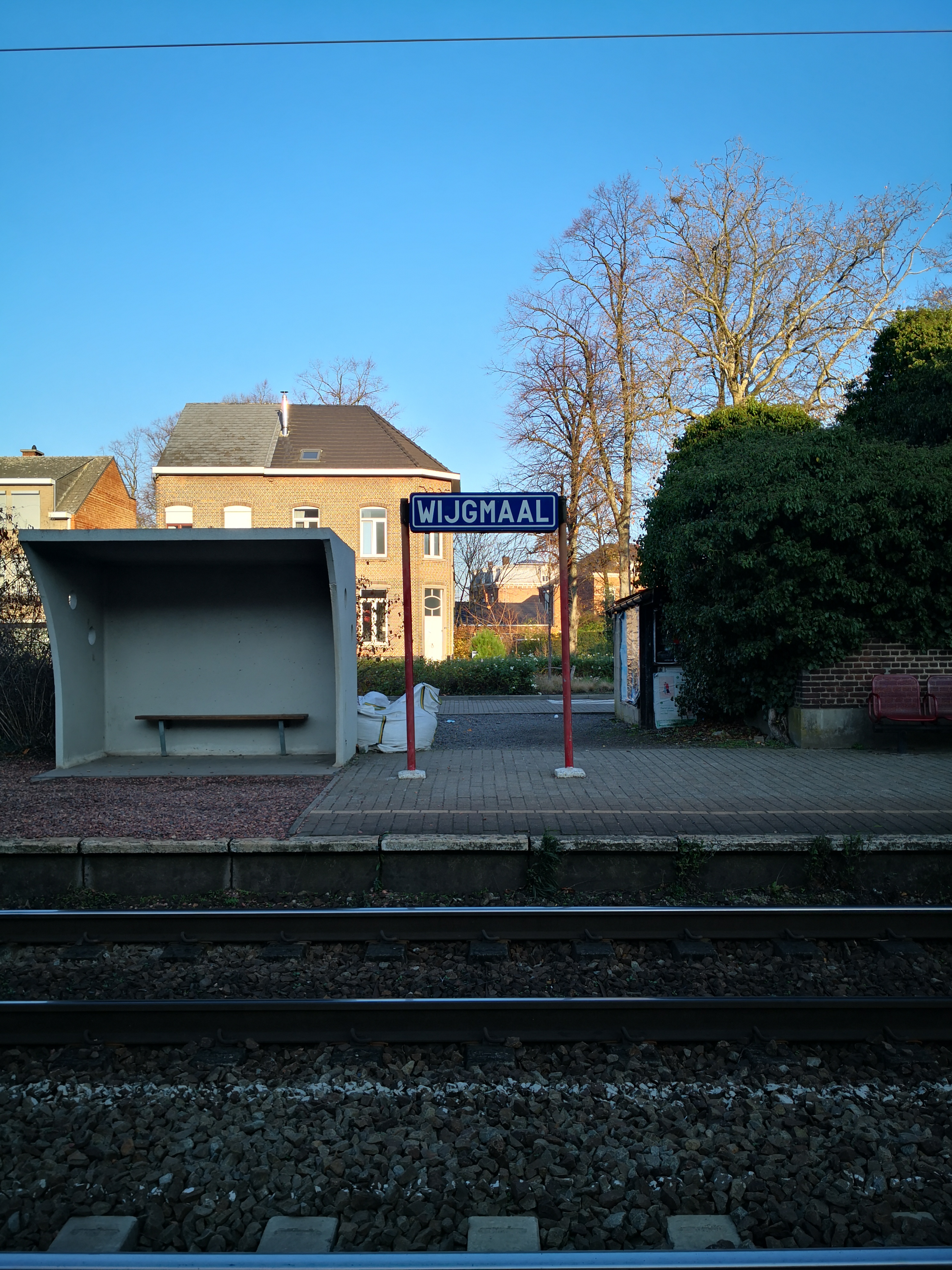
Abri de quais.
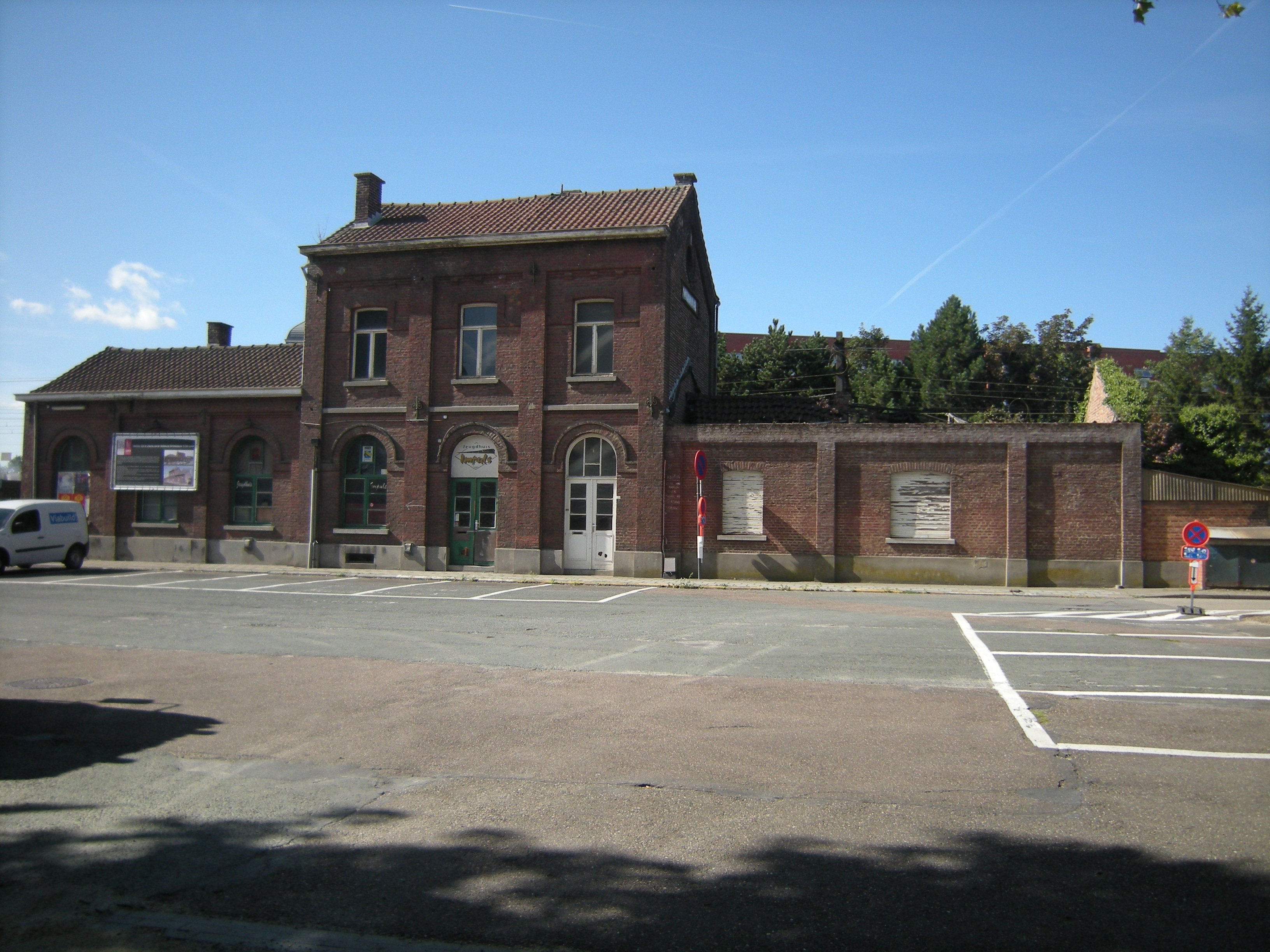
Place de la gare.